# Allocosa mascatensis
Espèce
Synonymes
- Lycosa mascatensis Simon, 1898

Allocosa mascatensis est une espèce d'araignées aranéomorphes de la famille des Lycosidae.

## Distribution
Cette espèce est endémique d'Oman.

## Description
Le mâle holotype mesure 7 mm.

## Étymologie
Son nom d'espèce, composé de mascat[e] et du suffixe latin -ensis, « qui vit dans, qui habite », lui a été donné en référence au lieu de sa découverte, Mascate.

## Publication originale
- Simon, 1898 : Histoire naturelle des araignées. Paris, vol. 2, p. 193-380 (texte intégral).